# Колоколов Руслан Миколайович
Руслан Миколайович Колоколов (нар. 11 березня 1966, Київ, Українська РСР, СРСР) — радянський та український футболіст, захисник. Нині працює в селекційному відділі клубу «Металіст 1925».

## Життєпис
Вихованець футбольної школи київського «Динамо», перший тренер — Вадим Соснихін. У 1983-1987 роках виступав за дублюючий склад киян, в 1987 році провів 3 гри за команду в Кубку Федерації футболу СРСР. З 1988 року — гравець харківського «Металіста». У складі харківського клубу провів 5 років, разом з командою виграв Кубок СРСР. Зіграв 2 матчі в Кубку володарів Кубків УЄФА 1988/1989 та 74 поєдинки у Вищій лізі чемпіонату СРСР.
Після розпаду СРСР «Металіст» отримав право дебютувати в Вищій лізі чемпіонату України. Проте Колоколов попросив його відпустити й у січні 1992 року разом з Віктором Сусло перейшов до польського клубу «Іглупол» з Дембиці. У весняній частині сезону 1991/92 років зіграв 13 матчів, але «Іглупол» посів останнє 18-те місце.
У 1993 році повернувся на батьківщину і став гравцем шепетівського «Темпу», в складі якого дебютував у Вищій лізі чемпіонату незалежної України (28 зіграних матчів). Провівши півтора сезони в «Темпі», в 1994 році перейшов в кіровоградську «Зірку-НІБАС», в складі якої відзначився першим голом у своїй кар'єрі, а на початку 1995 року поповнив ряди запорізького «Металурга». У 1996-1997 роках провів сезон в криворізькому «Кривбасі», після чого повернувся в «Металіст». За харків'ян виступав протягом двох років, граючи як за основну команду, так і за фарм-клуб «Металіст-2» у другій лізі. У 2000 році завершив кар'єру гравця. Загалом в українській Прем'єр-лізі зіграв 135 матчів та відзначився 3-ма голами.
Закінчив Харківський інститут фізкультури. По завершенні виступів працював тренером і селекціонером в футбольних клубах «Металіст», «Харків» і «Металіст 1925», а також адміністратором юнацької команди «Металіста»

## Досягнення
- Кубок СРСР
  -  Володар (1): 1987/88